# Казахстан на зимней Универсиаде 2013
Казахстан на XXVI Всемирной Зимней Универсиаде в Трентино занял 15 место в неофициальном медальном зачёте.

## Призёры
| Медаль  | Обладатель                                                         | Вид спорта   | Дисциплина         |
| ------- | ------------------------------------------------------------------ | ------------ | ------------------ |
| Золото  | Татьяна Осипова                                                    | Лыжные гонки | скиатлон           |
| Золото  | Александр Малышев Сергей Малышев Геннадий Матвиенко Марк Старостин | Лыжные гонки | эстафета 4 х 10 км |
| Серебро | Марк Старостин                                                     | Лыжные гонки | скиатлон           |
| Серебро | сборная Казахстана                                                 | Хоккей       | хоккей, мужчины    |
| Бронза  | Татьяна Осипова Ольга Мандрика Марина Матросова                    | Лыжные гонки | эстафета 3 х 5 км  |